# Арайс, Елена Николаевна
Елена Николаевна Арайс (урождённая Штельбаумс; род. 1960, Омск) — заслуженный тренер России по художественной гимнастике, мастер спорта. Судья международной категории.

## Биография
Родилась в 1960 году в Омске, в семье конкобежца Николая Николаевича и тренера по художественной гимнастике Веры Ефремовны Штельбаумсов. Получала образование в Сибирском государственном университете физической культуры и спорта, хотя была вероятность, что после окончания школы, она будет обучаться в медицинском институте.
В 2001 году Елене Арайс было присвоено звание «Заслуженного тренера России».
Становилась лауреатом регионального и федерального этапов Всероссийского конкурса «Лучший детский тренер страны». В 2002 году стала заместителем директора ГУ СО «Центр подготовки олимпийского резерва по художественной гимнастике».
Ученицы Арайс входят в состав сборной команды Омской области, Сибирского федерального округа, также в состав сборной России. Тренировала гимнастку Маргариту Алийчук в 2003 году в Центре олимпийской подготовки города Омска. Также была одним из первых тренеров для гимнасток Евгении Канаевой, Ирины Чащиной, Ксении Дудкиной, Веры Бирюковой.
Работает тренером на протяжении 36 лет. В 2009 году Елена Арайс была признана «Лучшим детским тренером России». Старший тренер областного центра в Омске по художественной гимнастике.

## Награды и звания
- Заслуженный тренер России (2001)
- Заслуженный работник физической культуры России (8 февраля 2019)
- Мастер спорта России
- Медаль Омской области «За высокие достижения»[1]